# Parachemmis manauara
Parachemmis manauara là một loài nhện trong họ Corinnidae.
Loài này thuộc chi Parachemmis. Parachemmis manauara được miêu tả năm 2000 bởi Bonaldo.